# Ulf Bork
Ulf Joakim Bork, förut verksam under namnet Uffe Persson, ogift Persson, född 26 juli 1963 i Råsunda församling i Solna stad, är en svensk före detta trumslagare och sångare som numera är företagsledare för Svenska Empire.
Ulf Bork var till en början yrkesverksam inom musiken, han var professionell trumslagare 1983–1987 och därefter sångartist 1988–1991. Han deltog under namnet Uffe Persson i Melodifestivalen 1988 med låten "Nästa weekend", som slutade sjua. Han hade senare samma år en radiohit med "Young Girl". Han framförde "Young Girl" och B-sidan "En kvinna som du" i Fräcka fredag. 1989 framförde han, i en duett med Sofia Källgren, "The Phantom of the Opera". Sommaren 2007 sjöng han åter sitt Melodifestivalsbidrag på schlagerkvällen under Pridefestivalen i Tantolunden i Stockholm.
Efter att ha bytt yrkesbana var han inköpare hos H&M 1992–1999, logistikchef hos Gul & Blå 2000–2001 och inköpare hos NK 2002–2003. Han kom därefter till Empire AB där han efter omkring tio år 2013 blev VD.
Ulf Bork är sedan 1987 gift med Eva Bork (född 1964), vars namn han efter en tid antog.

## Diskografi

### Album
- Heart to Heart (1988)[3]

### Singlar
- "Nästa weekend" / "Släpp in mej i din himmel" (1988)[4]
- "Young Girl" / "En kvinna som du" (1988)[5]
- "Heart to Heart" / "In the Summertime" (1988)[6]
- "The Phantom of the Opera" med Sofia Källgren (1989)[7]
- "Candles in the Rain" / "You don't know what you've got (until it's gone)" (1991)

Uffe Persson har även framfört "All by Myself" (1988), "Reach Out I'll Be There" (1988) och "Sway" (1988) på skiva.

### Fotnoter
1. 1 2  Sveriges befolkning 1990, CD-ROM, Version 1.00, Riksarkivet (2011).
2. 1 2  Ulf Bork på Linkedin. Åtkomst 19 juni 2014.
3. ↑  ”Heart to heart / Persson, Uffe”. https://smdb.kb.se/catalog/id/001489968. Läst 7 juni 2021.
4. ↑  "Nästa weekend / Persson, Uffe", Svensk mediedatabas. Läst den 25 november 2012.
5. ↑  "Young girl / Uffe Persson", Svensk mediedatabas. Läst den 25 november 2012.
6. ↑  "Heart to heart / Persson, Uffe", Svensk mediedatabas. Läst den 25 november 2012.
7. ↑  "Phantom of the opera / Sofia Källgren, Uffe Persson. Wherever you go / Sofia Källgren", Svensk mediedatabas. Läst den 25 november 2012.
8. ↑  ”Uffe Persson - Heart to Heart”. https://www.discogs.com/Uffe-Persson-Heart-To-Heart/master/1084648. Läst 7 juni 2021.